# Alexandre-Émile Béguyer de Chancourtois
Alexandre-Émile Béguyer de Chancourtois (ur. 20 stycznia 1820 w Paryżu, zm. 14 listopada 1886 tamże) – francuski chemik, mineralog i geolog, który jako pierwszy uporządkował pierwiastki chemiczne według wzrastających mas atomowych.

## Życiorys
W 1863 Chancourtois opublikował rysunek swojego „bębna pierwiastków” (określanego też jako „śruba telluryczna”). Narysował on na bębnie spiralnie wznoszący się łańcuch nazw pierwiastków. Średnica cylindra miała 16 jednostek, co odpowiadało masie atomowej tlenu. Łańcuch tworzył pełny obrót spirali co osiem pierwiastków. To spowodowało, że pierwiastki o podobnych właściwościach leżały na bębnie w linii pionowej, jeden pod drugim.
Ukończył École Polytechnique. Całą swoją naukową karierę spędził na École des Mines de Paris, najpierw ucząc kursów topografii, a następnie pracując na katedrze geodezji, w której pozostał aż do swojej śmierci.